# Кведа-Алисубани
Кведа-Алисубани (груз. ქვედა ალისუბანი) — село в Грузии, на территории Тержольского муниципалитета края (мхаре) Имеретия.

## География
Село находится в западной части Грузии, в пределах долины реки Чхары, на расстоянии приблизительно 4 километров (по прямой) к северо-востоку от города Тержола, административного центра муниципалитета. Абсолютная высота — 262 метра над уровнем моря.

## Население
По результатам официальной переписи населения 2014 года, в Кведа-Алисубани проживало 1033 человека (520 мужчин и 513 женщин). В национальной структуре населения грузины составляли 99,8 %, русские — 0,2 %.
| Год  | Население, человек |
| ---- | ------------------ |
| 2002 | 1349               |
| 2014 | ↘ 1033             |